# اسماء منصور
اسماء منصور (انگلیسی: Asma Mansour؛ زادهٔ ۱ ژانویهٔ ۱۹۵۳) اهالی کسب‌وکار اهل تونس است. او در سال ۲۰۱۶ در جایگاه سوم از ۴۸ نفر نوآور و مخترع برتر آفریقا از نظر مجلهٔ آنلاین «وقایع آفریقا» جای‌گرفت.
وی همچنین برندهٔ جوایزی همچون ۱۰۰ زن بی‌بی‌سی شده‌است.